# Salicilat de metil
El salicilat de metil és un èster de l'àcid salicílic i del metanol. Es presenta en moltes plantes de fulla perenne, d'aquí el nom  oli de gaulteria. Anteriorment, el salicilat de metil es produïa partir de destil·lats del sucre de les branques de bedoll (Betula lenta ) o del te (Gaultheria procumbens). Avui dia, salicilat de metil es produeix sintèticament mitjançant la barreja d'àcid salicílic i metanol.
{\displaystyle {\rm {C_{7}H_{6}O_{3}+CH_{3}OH\rightarrow C_{8}H_{8}O_{3}+H_{2}O}}}
El salicilat de metil s'utilitza en cremes, ja que té una olor agradable i estimula el flux sanguini dels capil·lars. També s'utilitza com a agent saboritzant en la goma i en dolços perquè té un gust similar a la menta. També té algunes propietats com antisèptic i per aquest motiu també va ser utilitzat en col·lutoris bucals. El salicilat de metil es pot utilitzar per tractar els animals i els òrgans que es conserven en formaldehid amb fins d'investigació o ensenyament. També es pot emprar per tenyir els teixits que són parcialment transparents. L'efecte és encara més fort quan el teixit ha estat tractat anteriorment amb blau de metilè per obtenir una radiografia per contrast.